# Balahovit
Balahovit är en ort i Armenien. Den ligger i provinsen Kotajk, i den centrala delen av landet, 11 kilometer nordost om huvudstaden Jerevan. Balahovit ligger 1 388 meter över havet och antalet invånare är 2 982.
Terrängen runt Balahovit är kuperad åt sydost, men åt nordväst är den platt. Terrängen runt Balahovit sluttar västerut. Runt Balahovit är det ganska tätbefolkat, med 149 invånare per kvadratkilometer.. Närmaste större samhälle är Jerevan, 11,1 kilometer sydväst om Balahovit. 
Runt Balahovit är det i huvudsak tätbebyggt.